# San Pedro del Arroyo
San Pedro del Arroyo es un municipio de España perteneciente a la provincia de Ávila, pertenece a la histórica comarca de La Moraña, en la comunidad autónoma de Castilla y León. 

## Geografía

### Ubicación
La población se encuentra en un paisaje llano, típico de la meseta castellana perteneciendo a la comarca de La Moraña. Perteneciente al Ayuntamiento de esta población se encuentra la cercana entidad de Morañuela. La localidad está situada a una altitud de 935 m s. n. m.
El término municipal de la localidad se encuentra delimitado por los pueblos vecinos, también abulenses, de Albornos, San Juan de la Encinilla, Aveinte, Villaflor y Santo Tomé de Zabarcos.
| Noroeste: Muñogrande             | Norte: Albornos | Noreste: San Juan de la Encinilla |
| Oeste: Santo Tomé de Zabarcos    |                 | Este: Aveinte                     |
| Suroeste: Santo Tomé de Zabarcos | Sur: Villaflor  | Sureste: Aveinte                  |

La totalidad del término municipal de San Pedro del Arroyo se encuentra incluido dentro de la zona especial protegida de aves, denominada oficialmente Zona ZEPA de Encinares de la Sierra de Ávila.

### Hidrografía
Discurren por el municipio el río Espinarejo y el río Arevalillo.

### Comunicaciones
Carreteras

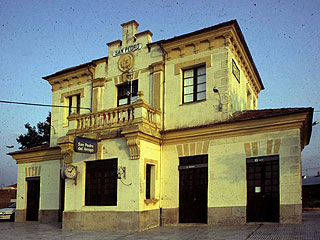
Estación de ferrocarril

La localización de la población es exquisita por transcurrir por el centro del pueblo la carretera N-501 que une las ciudades de Ávila y Salamanca dándose por la misma el servicio de autobuses que se presta entre ambas capitales. 
El municipio cuenta con acceso directo a la nueva autovía que une Ávila con Salamanca, la autovía Ávila-Salamanca.
Otra carretera comarcal que discurre por el término municipal es la AV-P-114, que lo une con Santo Tomé de Zabarcos y que desemboca en otra comarcal, llamada AV-110.
Por último, destacar que la localidad dispone de una conexión con la población de Sanchidrián por medio de la carretera CL-507 que tiene su fin en la autovía de pago de La Coruña AP-6.
Del mismo modo, cercano a la localidad se encuentra la línea de ferrocarril que une las anteriormente citadas capitales de provincia. De esta forma el pueblo cuenta con una estación de tren cercana al centro urbano de la localidad.
Autobuses
Existe un transporte regular de autobuses que comunica Madrid con la localidad. Este servicio lo presta la empresa Auto-res dando el servicio a través de la línea Madrid-Salamanca o Ávila-Salamanca
Trenes

## Historia

### Edad Antigua
Los orígenes directos de la población actual se remontan a un asentamiento agrario romano fundado en el siglo I-II. Posteriormente, dicho asentamiento derivó en la construcción de una villa romana monumental durante el Bajo Imperio romano, asentamiento que subsistió durante los siglos III-V.

### Edad Contemporánea
Entrada correspondiente al Diccionario geográfico-estadístico de España y Portugal de Sebastián de Miñano y Bedoya del año 1827:

SAN PEDRO DEL ARROYO, L.R. de España, provincia, obispado y partido de Avila, sexmo de Covaleda. A.P., 45 vec., 174 habitantes, 1 parroquia. Situado en un llano con un rio al E. y otro al O., ambos de poca consideración. La estension de su término es de 1,910 fanegas: 1,700 de tierras cultivadas, 210 de incultas; de las cultivadas 120 de primera clase destinadas a trigo y cebada; 500 de segunda a trigo y garrobas; 1,080 de tercera á centeno; fertilidad general 4 por 1; tierras incultivables 210; que se siembran cada año 750; que descansan un año 750; empleadas en granos 1,700; en legumbres 18; en viñas 220; en pastos naturales 65; en artificiales 70; tierras concejiles 11; regadías 28; cultivadas por sus propietarios 217; por arrendadores 1,493; de mayorazgos, cultivadas 278, incultas 20; de capellanías, cultivadas 700; incultas 117; de comunidades religiosas, cultivadas 310; incultas 63. Produce trigo, cebada, centeno, algarrobas, garbanzos, legumbres, vino y pastos. Dista 4 leguas de la capital. Contr. 2,686 rs. 33 mrs.

Entrada correspondiente en el Diccionario geográfico-estadístico-histórico de España y sus posesiones de Ultramar de Pascual Madoz del año 1850:

ARROYO (SAN PEDRO DE): l. con ayunt. de la prov., dióc., adm. de rent. y part. jud. de Avila (4 leg.), aud. terr. de Madrid (20), c. g. de Castilla la Vieja (Valladolid 48:) SIT. en una llanura entre dos arroyos, bien ventilado; y sus enfermedades mas comuues son las calenturas estacionales: tiene 46 CASAS de 3 varas de altura próximamente, y de mala distribucion interior; forman una pequeña plaza, calles irregulares, terrizas y sucias: hay casa de ayunt., cárcel, escuela dotada con 13 fan. de trigo á la que asisten 16 niños, pósito, igl. parr. dedicada á San Pedro Apóstol, con curato perpétuo en oposicion, á la que es anejo el pueblo de Morañuela, cementerio que no perjudica á la salud, y 10 pozos, de cuyas aguas y las de los arroyos, se sirven los vec. para todos sus usos: fuera del pueblo hay una ermita arruinada y una pequeña alameda. Confina el TÉRM. por N. con el de Aveinte; S. Villaflor y Morañuela; O. Sto. Tomé de Zabarcos: ocupa 1/2 leg. de N. á S., 3/4 de E. a O., y comprende 2,335 fan. que se cultivan la mayor parte, y son 456 de primera calidad, 1,124 de segunda, 720 de tercera, 40 de viñas, 24 de prados y 274 de tierra yerma para pastos naturales; las tierras de labor alternan por mitad cada año: el TERRENO es llano, de miga y de secano: le bañan los 2 arroyos dichos que dan riego á los prados, y algunos huertecillos: los CAMINOS son veredas y atajos que se dirigen á los pueblos inmediatos: el CORREO se recibe en la cap. por los mismos interesados. PROD. trigo cebada, centeno, algarrobas, garbanzos, vino y pastos; se mantienen 400 cab. de ganado lanar basto, 30 de cerda, 4 de vacuno cerril, 30 id. de labor y 24 caballerias para el trabajo, y se cria alguna caza menor. POBL. 28 vec., 140 alm. CAP. PROD.: 584,475 rs. IMP. 23,379. CONTR.: 3,883 rs. 11 mrs. PROD. representativo de la RIQUEZA IND. 1,400: cupo por este concepto 56, PRESUPUESTO MUNICIPAL 920, del que se pagan 220 al secretario y se cubren con los fondos de propios, que consisten en 194 rs. del arrendamiento de un prado, 39 de 3 fan. de centeno, que valen unas tierras: 18 de la renta de la casa-fragua, 30 de la casa-taberna y 34 de la yerba y minbres de la arboleda, el déficit por repartimiento vecinal.

## Demografía
San Pedro del Arroyo cuenta con una población de 501 habitantes (INE 2024).
| Gráfica de evolución demográfica de San Pedro del Arroyo entre 1842 y 2021 |
| |
| Población de derecho según los censos de población del INE. Población de hecho según los censos de población del INE.Entre el censo de 1857 y el anterior, crece el término del municipio porque incorpora a Morañuela. |

## Administración y política
| Periodo   | Nombre                    | Partido       |
| --------- | ------------------------- | ------------- |
| 1979-1983 | Julio Martín Fernández    | AE            |

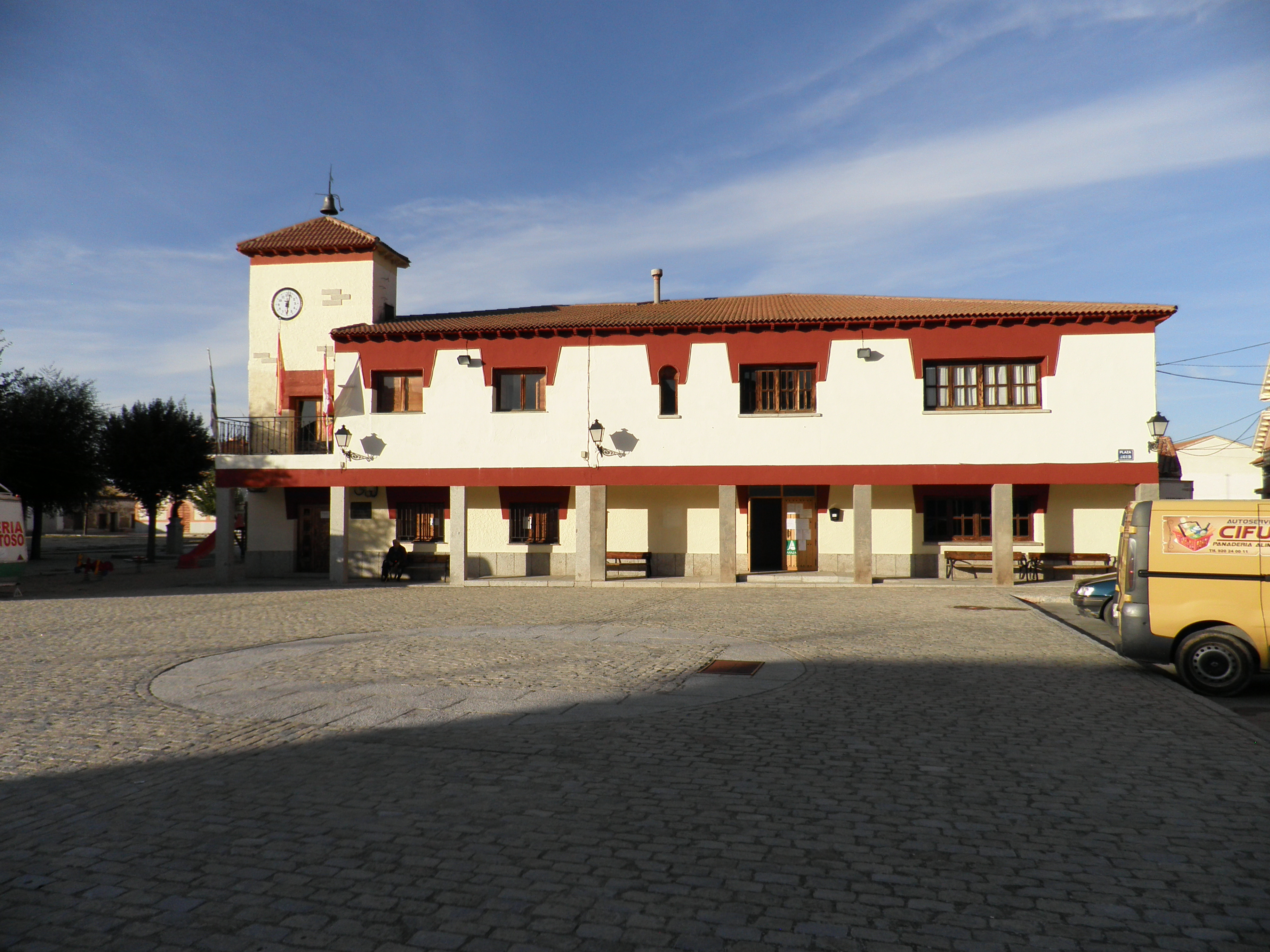
Casa consistorial

| 2011-2015 | Santiago Sánchez González | Independiente |
| 2015-2019 | Santiago Sánchez González | PP            |

### Evolución de la deuda municipal
La deuda viva municipal por habitante a 31 de diciembre de 2015 ascendía a 89.000 €. El concepto de deuda viva contempla solo las deudas con cajas y bancos relativas a créditos financieros, valores de renta fija y préstamos o créditos transferidos a terceros, excluyéndose, por tanto, la deuda comercial.
| Gráfica de evolución de la deuda viva del ayuntamiento entre 2008 y 2015                             |
| |
| Deuda viva del ayuntamiento en miles de Euros según datos del Ministerio de Hacienda y Ad. Públicas. |

## Economía
La economía del municipio se basa en la tradicional actividad agraria, principalmente la agricultura de cereales y el ganado, aunque en las afueras de San Pedro existe un polígono industrial con excelente comunicación con la N-501. Destaca también la actividad hostelera con tres bares/restaurante y algunos comercios minoristas. En su término municipal se ubica la factoría de la cooperativa de productos Alta Moraña.

## Patrimonio

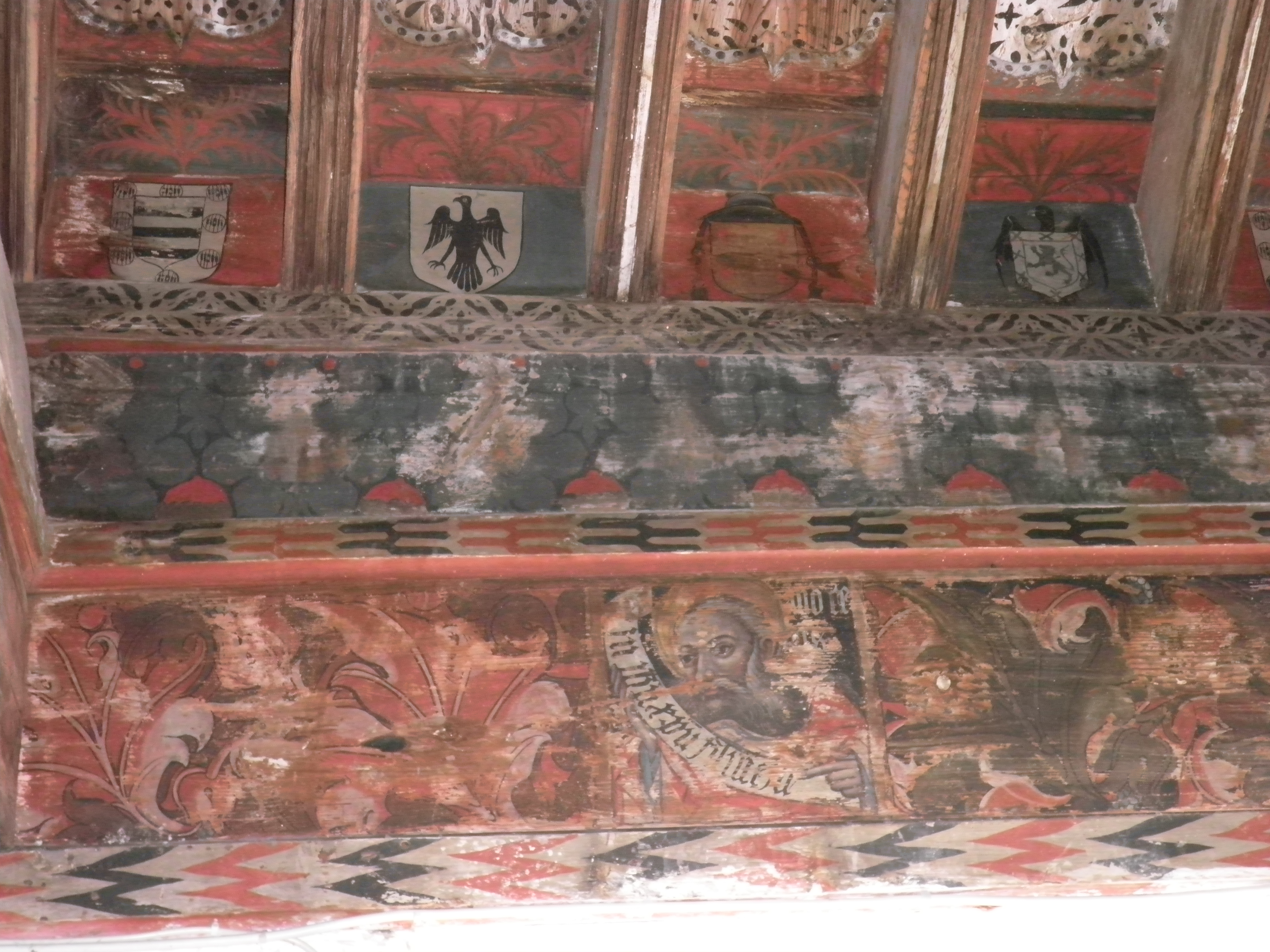
Detalle de un lateral del artesonado mudéjar de la iglesia

- Iglesia parroquial de San Pedro Apóstol, iglesia medieval situada en las afueras del núcleo de población, con superposición de distintos estilos arquitectónicos. Su estructura edilicia está formada por un ábside de planta cuadrada como cabecera, al que se adosa lateralmente la sacristía y dos naves, la principal y la colateral,[14] levantado todo en ladrillo alternado con tapial. En el extremo sur se adosa una torre-campanario prismática de sillería escuadrada de grandes sillares de granito.[14] Dentro de la misma edificaciòn destaca la existencia de un artesonado o armadura mudéjar del siglo XV, uno de los más antiguos de la provincia de Ávila.[15] Es de carácter excepcional por «representar casi el único ejemplo de una cubierta policromada en su totalidad» de la carpintería mudéjar en la Meseta Norte, en la que se desarrolla un programa iconográfico basado en la profesión del "Doble Credo" y la figura central de San Pedro como Papa y fundador de la Iglesia.[16]

- Villa romana de El Vergel, yacimiento arqueológico recientemente declarado Bien de interés cultural.[17]

- Ermita remodelada en la segunda mitad del siglo XX, con espadaña de ladrillo sobre la entrada principal, que ejerce las funciones diarias de iglesia parroquial.[14]

- Varias viviendas tradicionales, dispersas por el núcleo urbano de San Pedro del Arroyo.

- Cañada Real Leonesa Occidental.

- Iglesia del Santísimo Cristo de los Remedios, iglesia parroquial de la cercana pedanía de Morañuela, con cabecera y torre-campanario en sillería escuadrada y nave central de ladrillo.[14]

- Fuente medieval abovedada, de sillería de granito y bóveda de medio punto con columnilla decorada en su boca.

## Cultura
Aquí nació el pintor Ángel de Álvaro Nieto (1-10-1911). Formado en la Escuela de Bellas Artes de San Fernando de Madrid donde terminó su formación en pintura y escultura. Su extensa obra destaca por sus retratos, bodegones y paisajes de La Moraña. 
Coincidiendo con la festividad local menor de San Miguel arcángel cada 29 de septiembre, viene celebrándose desde el año 2012 un espectáculo de artesanía local denominado como Mercado romano de San Pedro del Arroyo, con representaciones de la artesanía medieval y romana, juegos y espectáculos públicos.
|                                                                               |
| Ermita y casa parroquial, junto a la antigua farmacia en San Pedro del Arroyo |

|                                                          |
| Iglesia parroquial de San Pedro del Arroyo vista frontal |

|                                                                               |
| Panorámica de la iglesia parroquial de San Pedro del Arroyo con su cementerio |

|                                                           |
| Interior de la iglesia parroquial de San Pedro del Arroyo |

|                                                                    |
| Coro y artesonado de la iglesia parroquial de San Pedro del Arroyo |

|                                                                           |
| Fuente medieval abovedada en el término municipal de San Pedro del Arroyo |

|                                                                                         |
| Detalle de la Fuente medieval abovedada en el término municipal de San Pedro del Arroyo |